# Wujing Zongyao
Le Wujing Zongyao, ou Principes généraux du classique de la guerre (chinois : 武經總要 ; pinyin : Wǔjīng Zǒngyào ; Wade : Wu Ching Tsung Yao ; litt. « Collection des plus importantes techniques militaires ») est un compendium militaire chinois écrit en 1044, durant la dynastie des Song du Nord. Ses auteurs sont les éminents fonctionnaires Zeng Gongliang (曾公亮), Ding Du (丁度) et Yang Weide (楊惟德), dont les écrits ont ensuite influencé de nombreux écrivains militaires chinois.

## Sujet
Le livre couvre un grand nombre de sujets, allant des navires de combat aux différents types de catapultes et trébuchets. On y trouve également des lance-roquettes multiples à main appelé serpent long (长蛇 / 長蛇), constitué d'une fusée montée sur une flèche d'archerie.
Bien que le philosophe et moine anglais Roger Bacon soit le premier Occidental à mentionner la poudre à canon en 1267 (c'est-à-dire strictement de la salpêtre, du soufre et du charbon de bois) pour l'utilisation de pétards dans divers endroits du monde, le Wujing Zongyao est le premier livre dans l'histoire à contenir des formules écrites de solutions de poudre à canon contenant du salpêtre, du soufre et du charbon de bois, mais également de nombreux ingrédients additionnels. Il décrit également une forme avant-gardiste de boussole et possède la plus ancienne illustration de lance-flamme à feu grégeois avec une pompe cylindrique actionnée par deux pistons qui crache un flux continu de flammes. Il mentionne aussi l'existence de grenades fumigènes, incendiaires et explosives.

## Galerie

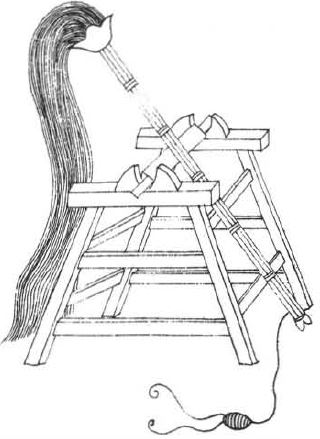
Trébuchet.
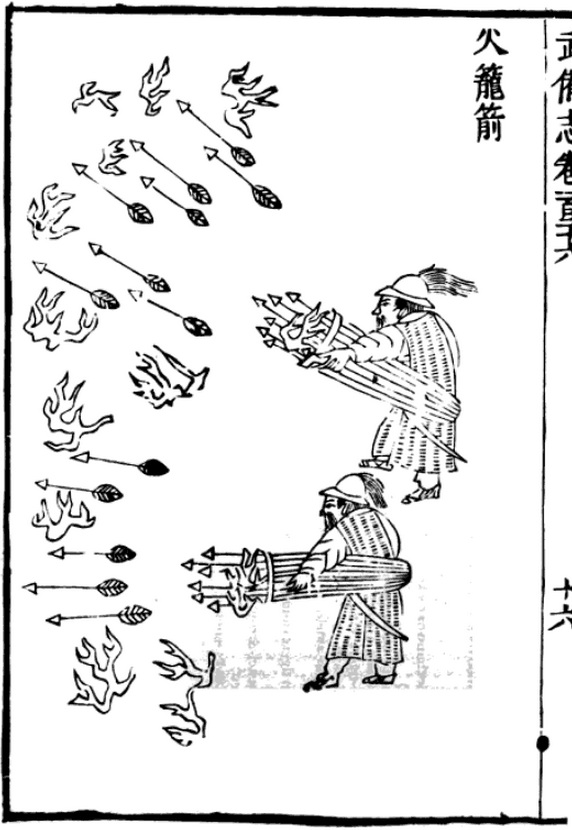
Utilisation du serpent long.
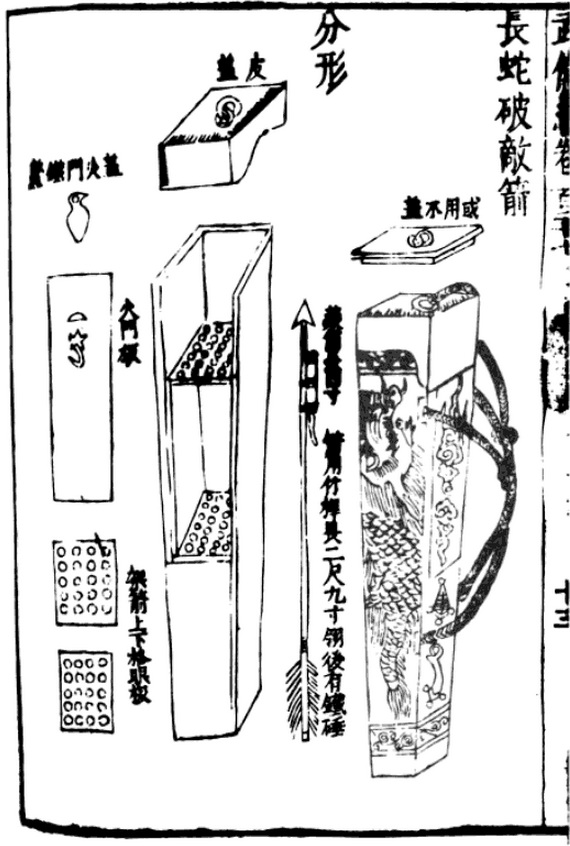
Plan du serpent long, lance-roquette multiple à main.
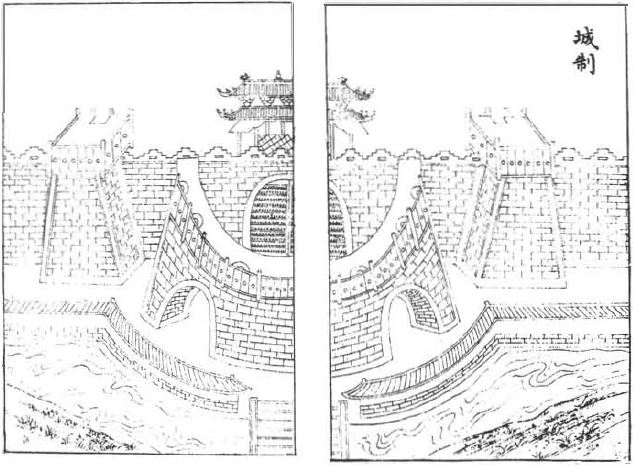
infrastructure défensive.